# Qubes OS
Qubes OS és un sistema operatiu d'escriptori centrat en la seguretat que pretén proporcionar seguretat mitjançant aïllament. El programari Xen és l'encarregat de la virtualització i els entorns d'usuaris poden basar-se en Fedora, Debian, Whonix i Microsoft Windows, entre altres sistemes operatius.

## Objectius de seguretat

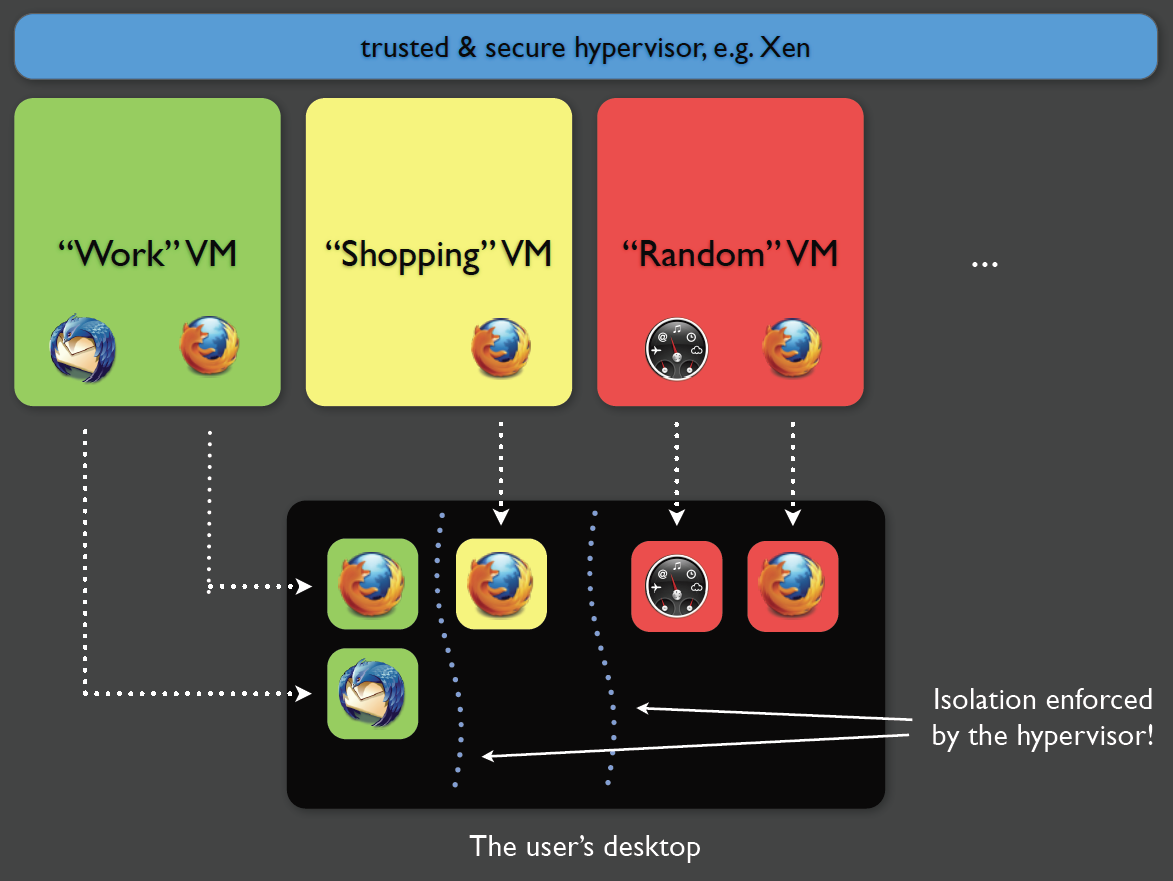
Esquema de dominis de seguretat

Qubes implementa un enfocament Security by Isolation. El supòsit és que no hi pot haver un entorn d'escriptori perfecte i sense errors: un entorn compta de milions de línies de codi i milers de milions d'interaccions de programari / maquinari. Un error crític en qualsevol d'aquestes interaccions pot ser suficient perquè el programari maliciós prengui el control sobre una màquina.
Per assegurar l'escriptori, un usuari de Qubes hauria de tenir cura de l'aïllament de diversos entorns, de manera que si un dels components es veu compromès, el programari maliciós només accediria a les dades d'aquest entorn.
A Qubes, l'aïllament es proporciona en dues dimensions: els controladors de maquinari es poden aïllar en dominis funcionals (per exemple, dominis de xarxa, dominis del controlador USB), mentre que la vida digital de l'usuari es decideix en dominis amb diferents nivells de confiança. Per exemple: domini de treball (de més confiança), domini de compres, domini aleatori (de menys confiança). Cadascun d'aquests dominis s'executa en una màquina virtual independent.
Qubes no és un sistema multiusuari.

## Visió general de l'arquitectura del sistema

### Hipervisor de Xen i domini administratiu (Dom0)
L'hipervisor proporciona aïllament entre les diferents màquines virtuals. El domini administratiu, també conegut com a Dom0 (un terme heretat de Xen), té accés directe a tot el maquinari per defecte. Dom0 allotja el domini GUI i controla el dispositiu gràfic, així com els dispositius d'entrada, com el teclat i el ratolí. El domini GUI executa el servidor X, que mostra l'escriptori de l'usuari i el gestor de finestres, que permet a l'usuari iniciar i aturar les aplicacions i manipular les seves finestres.
La visualització d'aplicacions la proporciona la integració de les diferents màquines virtuals, que proporciona una il·lusió per a l'usuari que les aplicacions s'executen de forma nativa a l'escriptori, mentre que de fet estan allotjades (i aïllades) en diferents màquines virtuals. Qubes integra totes aquestes màquines virtuals en un entorn d'escriptori comú.
Com que Dom0 és sensible a la seguretat, queda aïllat de la xarxa. Acostuma a tenir la mínima interfície i comunicació amb altres dominis possibles per tal de minimitzar la possibilitat d'un atac derivat d'una màquina virtual infectada.
El domini Dom0 gestiona els discs virtuals de les altres màquines virtuals, que es guarden en forma de fitxers al sistema de fitxers dom0. L'espai del disc s'estalvia gràcies a diverses màquines virtuals (VM) que comparteixen el mateix sistema d'arxius arrel en un mode de només lectura. L'emmagatzematge de disc separat només s'utilitza per al directori de l'usuari i la configuració per VM. Això permet centralitzar la instal·lació i actualització de programari. També és possible instal·lar programari només en una màquina virtual específica, instal·lant-lo com a usuari no root o instal·lant-lo a la jerarquia no estàndard, específica de Qubes /rw.

### Domini de xarxa
El mecanisme de xarxa és el més exposat a atacs de seguretat. Per evitar-ho, queda aïllat en una màquina virtual no privilegiada, anomenada Domini de xarxa.
Una màquina virtual de tallafoc addicional s'utilitza per allotjar el tallafoc basat en el nucli Linux, de manera que, fins i tot si el domini de xarxa està compromès a causa d'un error del controlador del dispositiu, el tallafoc encara es troba aïllat i protegit (ja que s'està executant en un nucli Linux separat en una màquina virtual independent).

### Màquines d'Aplicacions Virtuals (AppVM)
Les AppVM són les màquines virtuals que s'utilitzen per allotjar aplicacions d'usuaris, com ara un navegador web, un client de correu electrònic o un editor de text. A efectes de seguretat, aquestes aplicacions es poden agrupar en diferents dominis, com ara "personal", "treball", "compres", "banc", etc. Els dominis de seguretat s'implementen com a màquines virtuals independents (VMs), quedant aïllats els uns dels altres com si s'estiguessin executant en diferents màquines.
Alguns documents o aplicacions es poden executar en màquines virtuals d'un sol ús mitjançant una acció disponible al gestor de fitxers. El mecanisme segueix la idea de caixes de sorra (sandboxes): després de veure el document o l'aplicació, es destruirà tota la màquina virtual d'un sol ús.
Cada domini de seguretat està etiquetat per un color i cada finestra està marcada pel color del domini al qual pertany. Per tant, és sempre clarament visible a quin domini pertany una finestra determinada.

## Recepció
Experts en seguretat i privacitat com Edward Snowden, Daniel J. Bernstein i Christopher Soghoian han lloat públicament el projecte.
Jesse Smith va escriure la ressenya de Qubes OS 3.1 per a DistroWatch Weekly:
| « | (anglès) I had a revelation though on the second day of my trial when I realized I had been using Qubes incorrectly. I had been treating Qubes as a security enhanced Linux distribution, as though it were a regular desktop operating system with some added security. This quickly frustrated me as it was difficult to share files between domains, take screen shots or even access the Internet from programs I had opened in Domain Zero. My experience was greatly improved when I started thinking of Qubes as being multiple, separate computers which all just happened to share a display screen. Once I began to look at each domain as its own island, cut off from all the others, Qubes made a lot more sense. Qubes brings domains together on one desktop in much the same way virtualization lets us run multiple operating systems on the same server. | (català) Vaig tenir una revelació el segon dia de proves, quan em vaig adonar que havia estat utilitzant Qubes de manera incorrecta. He tractat Qubes com una distribució de Linux millorada per la seguretat, com si fos un sistema operatiu regular d'escriptori amb una certa seguretat afegida. Això em va frustrar ràpidament, ja que era difícil compartir fitxers entre dominis, fer fotografies de pantalla o fins i tot accedir a Internet des de programes que havia obert a Domain Zero. La meva experiència va millorar molt quan vaig començar a pensar en Qubes com a ordinadors múltiples i separats, que tot just passaven a compartir pantalla. Una vegada vaig començar a considerar cada domini com la seva pròpia illa, aïllada de la resta, Qubes va tenir molt més sentit. Qubes reuneix dominis en un escriptori de la mateixa manera que la virtualització ens permet executar diversos sistemes operatius en un mateix servidor. | » |

Kyle Rankin, de Linux Journal, va revisar el sistema operatiu Qubes el 2016:
| « | (anglès) I'm sure you already can see a number of areas where Qubes provides greater security than you would find in a regular Linux desktop. | (català) Estic segur que veureu com les diverses àrees de Qubes ofereixen una seguretat millor que la que trobareu en un escriptori Linux habitual. | » |

El 2014, Qubes va ser seleccionat com a finalista del premi Access Innovation 2014 per Endpoint Security, dirigit per l'organització internacional de drets humans Access Now.